# 鮑喜順
鲍喜顺（1951年11月2日—），生于中国内蒙古赤峰市翁牛特旗阿什罕苏木，蒙古族，吉尼斯世界纪录持有者，曾是全世界身高最高的人（2米36），现为世界第三身高者，次於苏尔坦·科森、張俊才。

## 世界之最：236巨人

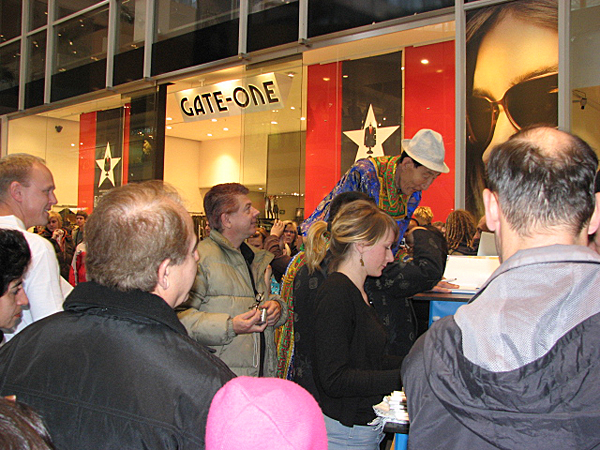
鮑喜順

鲍喜顺在2005年、2008年两度獲得吉尼斯世界纪录認證被承認是地球上因自然原因而長得最高的活人（其他擁有世界之最頭銜的長人不是已逝，如罗伯特·瓦德罗，就是因特殊病變而过度发育稱為巨人症，如列昂尼德·斯塔德尼克）。实际上，这一纪录在2007年即被乌克兰人列昂尼德·斯塔德尼克（Leonid Stadnyk）取代，但因其后来拒绝接受吉尼斯世界纪录组织测量身高而并未被该组织继续认可，故鲍喜顺重新成为世界最高人，直至2009年该纪录持有者被土耳其人苏尔坦·科森（Sultan Kösen）取代。
鲍喜顺身高達7尺9寸（236.1公分），體重達364磅（165公斤），在2005年1月15日時经过赤峰醫院测量後，获得吉尼斯世界记录認證的世界之最頭銜。
鲍喜顺自称16岁及之前身高完全正常，其后的身高变化源于目前未知的原因，持续7年後达到了现在的高度2米36。
在回到内蒙古前他曾在军队服役三年，担任饲养员工作。其后加入解放军篮球队，但身高开始出现异常并因此导致退役。
鲍喜顺的腿不好，走路需要借助两根拐杖。

## 活動
鲍喜顺曾參與极速前进16的拍攝，他是第十一賽段的當地接待員。